# 南阳府文庙
南阳府文庙位于中华人民共和国河南省南阳市宛城区，为南阳府的文庙和府学，现存大成殿和照壁，2000年被公布为第三批河南省文物保护单位。南阳在历史上曾同时为南阳府的府治和南阳县的县治，因此同时设有府、县两级文庙。城内另有南阳县文庙，为第七批河南省文物保护单位。

## 历史
据清嘉庆十二年《南阳府志》记载，南阳府文庙位于府治东北，元朝至元年间迁至弥陀寺东，明朝时期，府文庙原址成为唐王府的所在地。明末府文庙因战乱荒废。清顺治十年迁回原址，兴建大成殿、启圣祠、东西两庑、戟门、名宦祠、乡贤祠、泮池、棂星门、照壁、明伦堂等建筑。20世纪60年代文庙其他建筑被拆除，仅存大成殿。2015年，大成殿完成维修，成为南阳国学讲堂，并恢复祭孔活动。

## 现存建筑

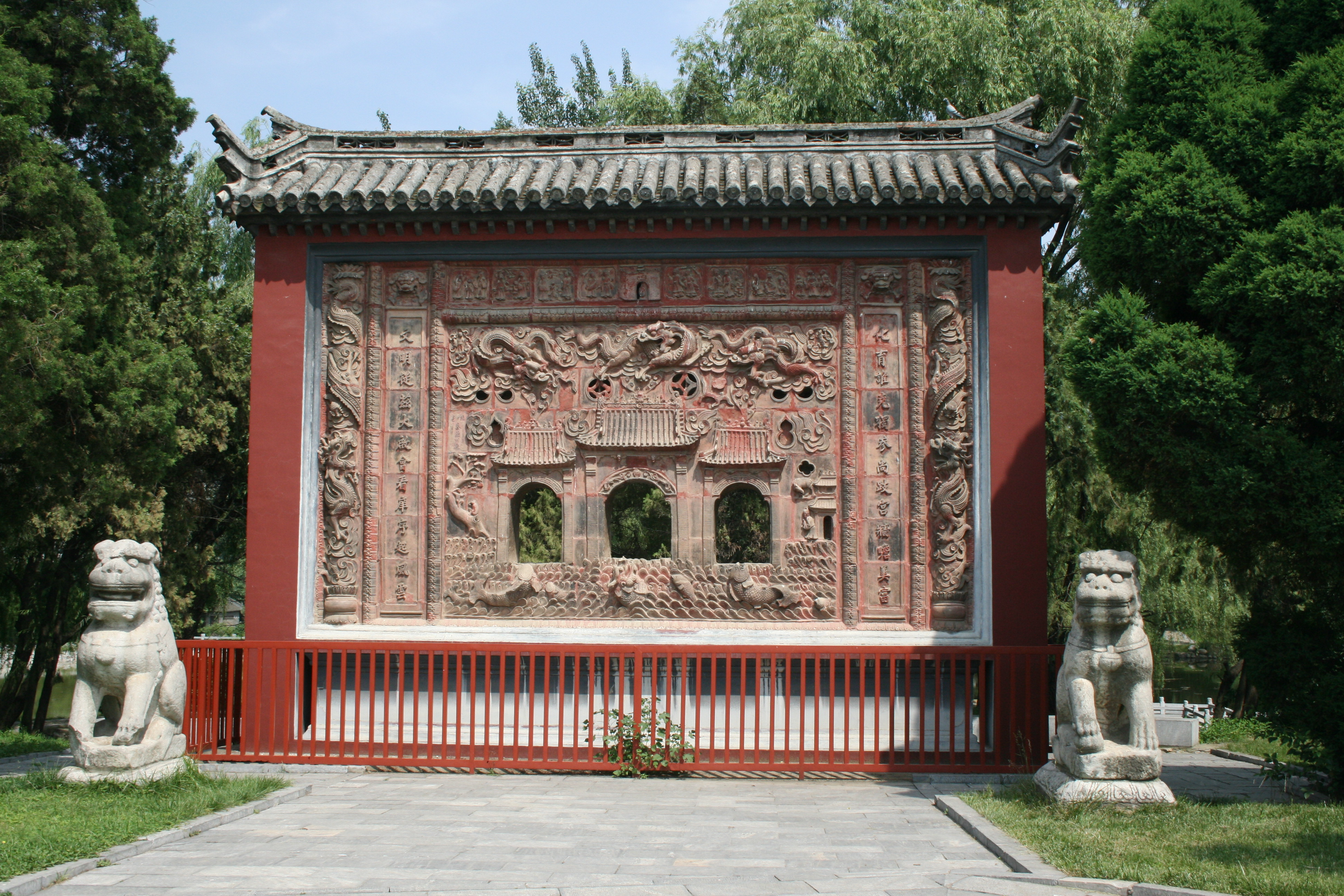
现位于武侯祠内的府文庙龙门照壁

南阳府文庙原址现仅存大成殿。大成殿为文庙的主体建筑，坐落在一处宽23.8米、长15.25米、高1.5米的基台之上，殿前设有月台。大成殿面阔五间，进深三间，四面出廊，为单檐歇山顶，覆灰色筒板瓦，檐下施七踩三下昂斗拱32攒。南阳府文庙的遗存还有陶塑龙门照壁一座，原位于府文庙门前，文庙拆除时移至武侯祠内，并保存至今。该照壁宽6.3米，高5.5米，前后两面均有浮雕画面，正面雕有“十八学士登瀛洲”、“魁星点斗”、“刘海撒金钱”、“入阁拜相（象）”、“挂印封（峰）侯（猴）”、“鲤鱼跳龙门”等图案，背面雕孔子及其弟子，以及“五子登科”、“三鲤鱼波涛中跃身欲跳龙门”等图案。